# 361-я пехотная дивизия (вермахт)
361-я пехотная дивизия (нем. 361. Infanterie-Division) — тактическое соединение сухопутных войск вооружённых сил нацистской Германии периода Второй мировой войны.

## Формирование и боевой путь
Сформирована в октябре — ноябре 1943 года на территории Дании и включена в строй 29 ноября 1943 года. Личный состав штаба, а также многие солдаты прибыли из остатков разгромленной на Восточном фронте 86-й пехотной дивизии. Оставшиеся несколько батальонов для новой дивизии были предоставлены 94-й пехотной, 141-й резервной и 137-й пехотной дивизиями.
С марта 1944 года — на Востоке, где принимает участие в составе 13-го армейского корпуса 4-й танковой армии в ожесточённых боях за Тарнополь. После поражения была переведена в 1-ю танковую армию. Дальнейший ход событий для дивизии был ещё более неблагоприятным. Вместе со всем 13-м армейским корпусом она была окружена под Бродами и фактически уничтожена в июле 1944 года. Штаб дивизии вместе с её командиром генерал-майором Герхардом Линдеманом были взяты в плен. Её остатки после отступления в Польшу были отправлены в Германию на переформирование.
В августе 1944 года вновь сформированная 569-я народная пехотная дивизия была переименована в 361-ю народную пехотную дивизию (361. Volksgrenadier-Division) с включением в неё основных частей расформированной в сентябре 1944 года корпусной группы «Е» и остатков 196-й пехотной дивизии.
С сентября 1944 года действовала на Западе. После боёв с частями союзников в районе Арнема была переведена в район Саарпфальца.
В декабре 1944 года разгромлена, и с января 1945 года, будучи восстановленной, вновь в качестве 361-й пехотной дивизии действовала в Нидерландах.

## Командующие
361-я пехотная дивизия
- генерал-лейтенант Зигмунд фрайхерр фон Шлейниц (20 ноября 1943 — 30 мая 1944)
- генерал-майор Герхард Линдеман (30 мая 1944 — июль 1944)

361-я народная пехотная дивизия
- генерал-майор Альфред Филиппи (23 августа 1944 — апрель 1945)

361-я пехотная дивизия
- генерал-майор Альфред Филиппи (апрель 1945 — 8 мая 1945)